# Robert Smith Walker

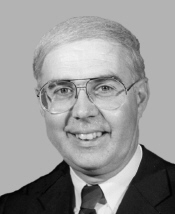
Robert Smith Walker

Robert Smith Walker (* 23. Dezember 1942 in Bradford, Pennsylvania) ist ein US-amerikanischer Politiker. Zwischen 1977 und 1997 vertrat er den Bundesstaat Pennsylvania im US-Repräsentantenhaus.

## Werdegang
Robert Walker besuchte bis 1960 die Penn Manor High School in Millersville und danach bis 1961 das College of William & Mary in Williamsburg (Virginia). 1964 absolvierte er die Millersville University und im Jahr 1968 die University of Delaware in Newark. Dazwischen arbeitete er in den Jahren 1964 bis 1967 an den öffentlichen Schulen in Millerville als Lehrer. Von 1967 bis 1973 gehörte er auch der Nationalgarde seines Staates an. Gleichzeitig schlug er als Mitglied der Republikanischen Partei eine politische Laufbahn ein. Zwischen 1967 und 1976 gehörte er dem Stab des Kongressabgeordneten Edwin Duing Eshleman an. Von 1980 bis 1990 war er Delegierter bzw. Ersatzdelegierter zu allen Republican National Conventions.
Bei den Kongresswahlen des Jahres 1976 wurde Walker im 16. Wahlbezirk von Pennsylvania in das US-Repräsentantenhaus in Washington, D.C. gewählt, wo er am 3. Januar 1977 die Nachfolge von Edwin Eshleman antrat. Nach neun Wiederwahlen konnte er bis zum 3. Januar 1997 zehn Legislaturperioden im Kongress absolvieren. Seit 1995 leitete er den Wissenschaftsausschuss. Walker galt als konservativer Abgeordneter. Im Jahr 1996 verzichtete er auf eine weitere Kandidatur.
Im Jahr 2001 wurde Robert Walker von Präsident George W. Bush zum Vorsitzenden der Kommission berufen, die sich mit der Zukunft der amerikanischen Weltraumindustrie befasst (Commission on the Future of the United States Aerospace Industry). Zurzeit ist er unter anderem Vorsitzender eines Beraterkomitees des Energieministeriums. Außerdem leitet er eine Lobbyfirma in der Bundeshauptstadt Washington.